# Parque nacional de Outamba-Kilimi
El parque nacional de Outamba-Kilimi (del inglés: Outamba-Kilimi National Park) está situado en el noroeste del país africano de Sierra Leona, cerca de la frontera con la República de Guinea. El parque está dividido en dos áreas, Outamba (741 km²) y Kilimi (368 km²). El área se convirtió en un coto de caza en 1974, y fue hecho un parque nacional en enero de 1986. Es accesible desde Freetown y se llega viajando a Makeni, desde ese punto a través de la ciudad de Kamakwie el camino es de tierra y se vuelve más áspero cerca del parque. Los vehículos deben cruzar el río Little Scarcies en ferry. Hay facilidades para acampar allí, así como algunas chozas primitivas con camas dobles. La vegetación es una mezcla de selva y sabana.
La fauna silvestre incluye los primates como los chimpancés, monos colobos y los mangabeys, los hipopótamos y los hipopótamos pigmeos, elefantes, jabalíes, antílopes bongo y más de cien especies de aves.